# Пустовіт Тарас Павлович
Пустові́т Тара́с Па́влович (*13 серпня 1959 Кременчук, Полтавська область, УРСР) — український історик, архівіст, краєзнавець. Заслужений працівник культури України (2009). Голова Полтавського міського осередку Всеукраїнського товариства «Просвіта» ім. Т. Г. Шевченка (від 1996), член правління Полтавської обласної організації Національної спілки краєзнавців України (від 2012).

## Життєпис
Народився у журналістській родині. Навчався у середній школі № 11 м. Кременчука (до 1970), закінчив середню школу № 14 м. Полтава (1976). 1976—1978 — навчався на струнному відділенні (скрипка) Полтавського музичного училища імені М. В. Лисенка, закінчив історичний факультет Полтавського державного педагогічного інституту імені В. Г. Короленка (1984). З 1987 працює у Державному архіві Полтавської області: науковим співробітником, головним спеціалістом, начальником відділу, від 2007 — заступником директора. Має сина Дмитра — відомого системного аналітика.

## Творчий доробок
Автор та співавтор понад 1000 публікацій, у тому числі енциклопедичного довідника «Полтавщина» (К: Українська енциклопедія імені М. П. Бажана, 1992. — 1024 с.), Енциклопедії сучасної України, Полтавської енциклопедії «Полтавіка» (12 том) (Полтава: Полтавський літератор, 2009. — 755 с.), колективних монографій «Полтавщина. Історичний нарис» (Полтава: Дивосвіт, 2005. — 592 с.), «Полтава. Історичний нарис» (Полтава: Полтавський літератор, 1999. — 280 с.), «Полтавщина: влада на історичних паралелях» (Полтава: АСМІ, 2005. — 390 с.; вид. друге, доповнене і перероблене Полтава: ТОВ «АСМІ», 2012. — 400 с.), серії видань «Реабілітовані історією», «Герої землі Полтавської», підручника з новітньої історії Полтавщини для 11 кл. (Полтава: Оріяна, 2007. — 311с.); один із упорядників та авторів архівних збірників Державного архіву Полтавської області (1993, 1998, 2003, 2008), щоденника полтавського лікаря О. О. Несвіцького «Полтава у дні революції та в період смути 1917—1922 рр.» (Полтава: Рік, 1995), довідника «Адміністративно-територіальний поділ Полтавщини. 1648—2002» (Полтава, 2002; видання друге 2012), збірників документів «Український національно-визвольний рух. Березень-листопад 1917 року» (К.: вид-во Олени Теліги, 2003), «Полтавщина у Великій Вітчизняній війні. 1941—1945 рр. (до 65-ї річниці Перемоги над фашизмом)» (Полтава: ТОВ «АСМІ», 2010. — 340 с.), «Полтавській області — 75 років»  (Полтава: ТОВ «АСМІ», 2013. — 260 с.); Полтавського обласного тому Національної книги пам'яті (Полтава: ТОВ"АСМІ", 2008. — 1200 с.), монографічного видання «Полтавська обласна філармонія — 70» (Полтава: ТОВ «АСМІ», 2013. — 168 с.), наукового видання «Тарас Шевченко і Полтавщина» (Полтава: ТОВ «АСМІ», 2014. — 500 с.), «Книги слави і пам'яті. До 30-річчя аварії на Чорнобильській АЕС» (Полтава: Копі-Центр, 2016. — 1256 с.), «Полтавщина. Шлях до незплежності. 1985—1991» / Автори-упорядники О. А. Білоусько, Т. П. Пустовіт. (Полтава: Полтавський літератор, 2016 . — 800 с.), Українська революція 1917—1921. Полтавський вимір. Події, постаті, документи. 1917—1921. У 3-х томах. Співвидавці: Полтавська обласна державна адміністрація, Полтавська обласна рада, Державний архів Полтавської області, Центр дослідження історії Полтавської обласної ради. (Полтава: Полтавський літератор, 2017), та ін. Один із ініціаторів, авторів і член редакційних колегій періодичних видань «Полтавська Петлюріана», «Полтавські єпархіальні відомості», «Наше слово». У 2015—2016 — брав активну участь у заходах з проведення декомунізації населених пунктів Полтавської області; член регіональної Комісії з реабілітації у Полтавській області жертв репресій комуністичного тоталітарного режиму 1917—1991 років при Полтавській обласній державній адміністрації (2019); член Консультативної ради з питань охорони культурної спадщини при Департаменті культури та туризму Полтавської обласної державної адміністрації; обласної комісії у справах увічнення пам'яті учасників антитерористичної операції, жертв війни та політичних репресій при Полтавській облдержадміністрації; .Комісії з питань найменування та перейменування елементів міського середовища та інфраструктури, увічнення пам'яті осіб та подій при Управлінні культури Полтавської міської ради; входив до складу Ради громадських експертів Всеукраїнського відкритого конкурсу на визначення кращого «Концептуального проекту відкритого громадського простору „Територія Майдану“ у м. Полтаві» (2015).

## Відзнаки та нагороди
Лауреат премій:
- Української бібліотеки імені С. Петлюри в Парижі (1992),
- Всеукраїнської премії у галузі архівознавства, археографії і документознавства імені Василя Веретеннікова (2000),
- Полтавської міської премії імені Самійла Величка (2011),
- Полтавської обласної премії імені І. П. Котляревського (2014, номінація «подія року»),
- Полтавської єпархіальної УПЦ КП премії імені прп. Паїсія Величковського (2012).

Нагороджений ювілейною медаллю «25 років Незалежності України» (2016), медаллю Всеукраїнського товариства «Просвіта» імені Тараса Шевченка «Будівничий України» (2018), Подякою Кабінету Міністрів України (2003), Почесною Грамотою Кабінету Міністрів України (2007), Грамотою Уповноваженого ВР з прав людини (2007), Почесною грамотою Полтавської міської ради (2014), Подячними Грамотами Патріарха Київського і всієї Руси-України Філарета (2001, 2016), Національної спілки краєзнавців України (2002).